# Monsieur Klein
Monsieur Klein (prt: Um Homem na Sombra) é um filme franco-italiano de 1976, do gênero drama, dirigido por Joseph Losey.

## Sinopse
Em 1942, na Paris ocupada pelos nazistas, o negociante de arte Robert Klein vê seus lucros aumentarem bastante quando judeus perseguidos lhe vendem suas obras-de-arte a preços módicos. Porém, quando um outro Robert Klein começa a cometer atos misteriosos e ameaçadores na cidade, ele passa a ser perseguido pela polícia.

## Elenco
- Alain Delon.... Robert Klein
- Jeanne Moreau.... Florence
- Francine Bergé.... Nicole
- Juliet Berto.... Jeanine
- Jean Bouise… o vendedor
- Suzanne Flon.... a concierge
- Massimo Girotti.... Charles
- Michael Lonsdale.... Pierre
- Michel Aumont.... o funcionário da prefeitura
- Maurice Baquet.... um músico

## Principais prêmios e indicações
Festival de Cannes 1976 (França)
- Indicado à Palma de Ouro (melhor filme).

Prêmio César 1977 (França)
- Venceu nas categorias melhor diretor, melhor filme e melhor desenho de produção (Alexandre Trauner).
- Indicado nas categorias melhor ator (Alain Delon), melhor fotografia (Gerry Fisher), melhor edição (Henri Lanoë) e melhor som (Jean Labussière).